# Auxa pulchra
Auxa pulchra är en skalbaggsart som beskrevs av Stefan von Breuning 1966. Auxa pulchra ingår i släktet Auxa och familjen långhorningar.
Artens utbredningsområde är Madagaskar. Inga underarter finns listade.